# その時、私は
『その時、私は』（そのときわたしは）とは、2010年から2017年までBSフジで放送されたドキュメンタリー番組。放送時間は毎週土曜 18:00 - 18:55 (JST) 。

## 内容
毎回違ったゲストが、人生の転機となった瞬間、そこに隠されていた“秘話”を熱く語るインタビュードキュメント。

## 出演者
- 福田和也（聞き手）

## ゲスト
- すぎやまこういち
- 藤城清治
- 尾木直樹
- 天童よしみ
- 宮本輝
- 坂東玉三郎
- 水木しげる
- 日野原重明
- 阿久悠
- 観世榮夫
- 篠山紀信
- 立川談志
- やなせたかし
- 養老孟司
- 石原慎太郎
- 北島三郎
- 島倉千代子
- 津川雅彦
- 山田太一
- 渡辺貞夫
- 日野原重明
- 江夏豊
- コロッケ
- 都倉俊一
- 品田冬樹
- 小塚昌彦
- 三浦雄一郎
- 福富太郎
- 古橋広之進
- 田原幸男
- 髙田明
- 森村誠一
- 伊東四朗
- 田崎真也
- 戸田恵子
- 中村勘九郎、中村七之助
- 仲代達矢
- 小田禎彦
- 北原照久
- 星野佳路
- 三宅裕二
- 岡野雅行
- 藤田寛之
- 毒蝮三太夫
- 澤田勝宏
- 村松映一
- 澤田勝寛
- 大星公二
- 村松映一
- 佐々木ベジ
- いっこく堂
- 若林克彦

他